# Myśl Polityczna. Political Thought
„Myśl Polityczna. Political Thought” – polskie czasopismo naukowe o charakterze interdyscyplinarnym, którego celem jest badanie, popularyzacja oraz wymiana poglądów z zakresu nauk społecznych ukierunkowanych zwłaszcza na kwestie związane z polityką. Czasopismo jest finansowane ze środków publicznych i funkcjonuje zgodnie z modelem otwartego dostępu Open Access.

## Tematyka
Publikowane na łamach czasopisma artykuły dotyczą szeroko pojętej myśli politycznej, której przejawy znajdują się nie tylko w programach partii politycznych, wypowiedziach polityków czy koncepcjach strategicznych, ale też na kartach dzieł dawnych i współczesnych autorów. Uchwycenie jej daje szansę budowania własnej tożsamości oraz kultury politycznej państwa. Oprócz artykułów naukowych w czasopiśmie prezentowane są również zapisy historycznych lub odbytych współcześnie debat, teksty źródłowe wraz z krytycznym wprowadzeniem, recenzje książek zgodnych z profilem czasopisma, sprawozdania sprzyjające integracji środowiska badaczy myśli politycznej ze spotkań, zjazdów i konferencji oraz inne informacje dziedzinowe. 
Czasopismo opublikowało wiele numerów tematycznych, np. 
- Amerykańska myśl polityczno-prawna[2]
- Polityka i wojna[3]
- Mity polityczne[4]
- Emocje i polityka[5]

Pełną treść każdego artykułu i numeru można pobrać w formacie PDF ze strony internetowej czasopisma.

## Historia czasopisma
Czasopismo powstało na mocy zarządzenia nr 15 Szefa Kancelarii Sejmu RP z dnia 11 czerwca 2019 roku. W latach 2019–2023 ukazywało się pięć razy w roku jako kwartalnik z dodatkowym numerem anglojęzycznym nakładem Wydawnictwa Sejmowego. Od rocznika 2024 na mocy zarządzenia nr 46 Szefa Kancelarii Sejmu z dnia 28 czerwca 2024 roku zmieniającego zarządzenie w sprawie wydawania czasopisma „Myśl Polityczna. Political Thought” wydawcą czasopisma jest Biblioteka Sejmowa, a czasopismo ukazuje się jako półrocznik. Artykuły publikowane są w języku polskim oraz angielskim.
Czasopismo znajduje się w wykazie czasopism naukowych prowadzonym przez Ministerstwo Nauki i Szkolnictwa Wyższego z przyznaną liczbą 40 punktów.

## Kolegium Redakcyjne i Rada Naukowa
- Redaktor Naczelny i przewodniczący Rady Naukowej: Bogdan Szlachta
- Zastępca Redaktora Naczelnego: Tomasz Żyro
- Sekretarz Kolegium Redakcyjnego: Anna Krzynówek-Arndt
- Członkowie Kolegium Redakcyjnego: Maciej Marszał, Krystyna Trembicka, Dorota Pietrzyk-Reeves, Tomasz Tulejski, Wit Pasierbek SJ[8]
- Członkowie Rady Naukowej: Stanisław Filipowicz, Jan Holzer, Alvydas Jokubaitis, Ryszard Legutko, Pierre Manent, Marek Maciejewski, Imre Molnár, Sev Ozdowski, Waldemar Paruch, Zbigniew Rau[9]